# 델타 보이즈
《델타 보이즈》은 2017년에 개봉한 대한민국의 영화이다.

## 캐스팅
- 백승환 : 강일록 역
- 신민재 : 최대용 역
- 이웅빈 : 차예건 역
- 김충길 : 노준세 역
- 윤지혜 : 지혜 역
- 표성균 : 생선가게 사장님 역
- 최종백 : 일록의 매형 역
- 김소영 : 생선가게 진상손님 역
- 김정기 : 동사무소 직원 역
- 한지웅 : 옥탑방 주인 역
- 신민기 : 버스 여고생 역
- 이예랑 : 버스 여고생 역
- 고성완 : 버스 기사 역
- 권하늘 : 배달부 역
- 김준희 : 놀이터 아이 역
- 하현서 : 놀이터 아이 역
- 김하은 : 푸드트럭 손님 역
- 김희재 : 푸드트럭 손님 역
- 문삼심 : 푸드트럭 손님 역
- 유병민 : 푸드트럭 손님 역
- 유수현 : 푸드트럭 손님 역
- 이찬미 : 푸드트럭 손님 역
- 전현영 : 푸드트럭 손님 역

## 수상
- 2016년 제17회 전주국제영화제 한국경쟁 - 대상
- 2016년 제17회 전주국제영화제 CGV아트하우스 - 창작지원상
- 2016년 제4회 무주산골영화제 건지상
- 2016년 제4회 무주산골영화제 전북영화비평포럼상
- 2016년 제21회 인디포럼 올해의 관객상
- 2017년 제1회 신필름예술영화제 독립영화경쟁장편부문 작품상